# Parvotrochus
Parvotrochus is een geslacht van zeekomkommers uit de familie Myriotrochidae.

## Soorten
- Parvotrochus belyaevi Gage & Billett, 1986